# Halve marathon van Egmond 1974
De halve marathon van Egmond 1974 vond plaats op zondag 13 januari 1974. Het was de tweede editie van deze halve marathon. In tegenstelling tot de vorige editie vond het evenement nu in de maand januari plaats. De organisatie was in handen van Le Champion en er waren 1000 ingeschreven deelnemers. Dit was 100 minder dan vorig jaar, hetgeen te verklaren is vanwege: autoloze zondag, benzinedistributie, sneeuw en ijzel. 
De wedstrijd bij de mannen en vrouwen werd gewonnen door respectievelijk Geert Jansen en Quirien Kossen in 1:14.12 en 1:41.40. 
Een reisbureau wilde aan het evenement ƒ 100,- bijdragen, wanneer alle deelnemers met een sticker van het bureau op het shirt wilden lopen. Uiteindelijk ging de sponsoring niet door. 

## Uitslagen

### Mannen
| Positie | Atleet       | Land      | Tijd    |
| ------- | ------------ | --------- | ------- |
| 1       | Geert Jansen | Nederland | 1:14.12 |
| 2       | Joop Keizer  | Nederland | 1:16.18 |
| 3       | Louis Vink   | Nederland | 1:16.30 |
| 4       | Joop Smit    | Nederland | 1:16.39 |
| 5       | Johan Polak  | Nederland | 1:16.45 |

### Vrouwen
| Positie | Atlete         | Land      | Tijd    |
| ------- | -------------- | --------- | ------- |
| 1       | Quirien Kossen | Nederland | 1:41.40 |
| 2       | Corrie Boon    | Nederland | 1:47.15 |
| 3       | Marijke Rens   | Nederland | 1:52.00 |

1973 ·
1974 ·
1975 ·
1976 ·
1977 ·
1978 ·
1979 ·
1980 ·
1981 ·
1982 ·
1983 ·
1984 ·
1985 ·
1986 ·
1987 ·
1988 ·
1989 ·
1990 ·
1991 ·
1992 ·
1993 ·
1994 ·
1995 ·
1996 ·
1997 ·
1998 ·
1999 ·
2000 ·
2001 ·
2002 ·
2003 ·
2004 ·
2005 ·
2006 ·
2007 ·
2008 ·
2009 ·
2010 ·
2011 ·
2012 ·
2013 ·
2014 ·
2015 ·
2016 ·
2017 ·
2018 ·
2019 ·
2020 ·
2021 ·
2022 ·
2023 ·
2024 ·
2025